# Duhaldea lanuginosa
Duhaldea lanuginosa là một loài thực vật có hoa trong họ Cúc. Loài này được (C.C.Chang) Anderb. mô tả khoa học đầu tiên năm 1991.